# Estació de Verge de Lluc
L'estació de Verge de Lluc és un baixador de tren de Serveis Ferroviaris de Mallorca. Fou inaugurada per FEVE l'any 1990 per abastir els barris de Son Cladera, Verge de Lluc i el Vivero, densament poblats. Immediat a l'estació, en 2011 es van inaugurar els Tallers de Son Rullan amb una inversió de 4.228.000 euros. Entre 2013 i 2022 va formar part de l'extinta línia M2 del Metro de Palma, encara que durant els dissabtes, diumenges i festius les línies T2 i T3 de Serveis Ferroviaris de Mallorca hi paraven en no haver servei de metro, i va tornar a formar part únicament del servei de rodalies en tancar la línia.
| Procedència/Destinació               | <          | Línia            | >           | Procedència/Destinació |
| ------------------------------------ | ---------- | ---------------- | ----------- | ---------------------- |
| Serveis Ferroviaris de Mallorca      |            |                  |             |                        |
| Estació Intermodal - Plaça d'Espanya | Son Fuster | Palma - sa Pobla | Pont d'Inca | sa Pobla               |
| Estació Intermodal - Plaça d'Espanya | Son Fuster | Palma-Inca       | Pont d'Inca | Inca                   |